# Korporlig afstraffelse
Korporlig afstraffelse er en straf som direkte rammer den straffedes krop. Dette kan ske eksempelvis som pryglestraf, amputation eller knusning af lemmer eller dødsstraf. Korporlig afstraffelse udøvet indenfor familieforhold (typisk forældres korporlige afstraffelse af børn og tidligere ved husbonds afstraffelse af hustru og tyende) benævnes normalt revselse.
Historisk har korporlig afstraffelse været en meget almindelig form for straf, men i den vestlige verden blev korporlig afstraffelse fra 1700-tallet mindre anvendt, blandt andet som et resultat af de ændringer i samfund og kirke, som fulgte med oplysningstiden. Før 1600-tallet var indespærring sjældent anvendt som straf, og slet ikke som straf for almuen, der i stedet blev straffet korporligt eller i form af bøder. Med fremkomsten af fængsler blev det muligt at straffe i form af indespærring, og den korporlige afstraffelse mistede langsomt sin betydning. I langt den overvejende del af den vestlige verden er korporlig afstraffelse afskaffet som en straf idømt af domstole. En række lande anvender dog fortsat korporlig afstraffelse som en straf, der kan idømmes af domstole, såvel verdslige som religiøse. I Singapore og Malaysia kan mænd dømt for vold og/eller seksualforbrydelser idømmes slag med en bambusstok, ligesom der i en række muslimske lande fortsat straffes mænd og kvinder med korporlig afstraffelse, for kvinder ofte som straf for sex uden for ægteskabet.
Korporlig afstraffelse er også tidligere i vidt omfang benyttet indenfor skibsfarten, hvor skibets kaptajn havde myndighed til at lade skibets besætning udsætte for korporlig afstraffelse. Således kunne eksempelvis mytteri straffes med døden, eller ved 40 piskeslag med den nihalede kat.

## Korporlig afstraffelse i de enkelte lande

### Danmark
Korporlig afstraffelse har i Danmark været benyttet lige så længe et samfundssystem med magtcentralisering har været kendt. Korporlig afstraffelse indgår som et væsentligt element i straffesystemet efter de første landskabslove fra 1200-tallet og i Danske lov fra 1683. Udover korporlig afstraffelse i form af slag med pisk og stokke, foreskrev Danske lov en række straffe, hvor den straffede blev udsat for afhugning af lemmer og udstilling af den henrettedes lig på ydmygende måder, eksempelvis ved placering af ligdelene på hjul og stejle.
Ved vedtagelsen af den første moderne danske straffelov fra 1866 var korporlig afstraffelse en straf, der alene blev påført børn og unge. Drenge mellem 12 og 18 år kunne straffes med rotting (slag med spanskrør) og drenge mellem 10 og 15 og piger mellem 10 og 12 år kunne straffes med ris. Fanger i fængslerne og andre straffeanstalter kunne dog straffes med korporlige straffe i henhold til de regler, der var gældende for fængslerne og de indsatte. Straffeloven fra 1866 hjemlede dog fortsat dødsstraf.
I 1905 fik daværende justitsminister P.A. Alberti med støtte fra konseilspræsident J.C. Christensen gennemført et tillæg til straffeloven (den såkaldte pryglelov), der indførte korporlig afstraffelse af sædelighedsforbrydere og voldsforbrydere. Prygleloven var kontroversiel, og i 1911, få år efter Albertis fald, blev straffelovtillægget ophævet igen. Samtidig blev korporlig afstraffelse af børn og unge ophævet. Fanger kunne dog straffes korporligt frem til 1933, da straffelovsreformen fra 1930 trådte endeligt i kraft.
Børn og unge kunne dog fortsat blive udsat for korporlig afstraffelse i skolerne og i hjemmet. 1951 blev legemlig afstraffelse ophævet i de københavnske kommuneskoler, men først i 1967 forsvandt læreres ret til at slå elever. Den sidste ret til at anvende korporlig afstraffelse forsvandt i 1985 med indførelse af en bestemmelse i Myndighedsloven om barnets ret til bl.a. beskyttelse mod fysisk vold; tydeliggjort 1997 med Lov om forældremyndighed og samvær, som forbyder forældre at udsætte deres børn for legemlig afstraffelse eller anden krænkende behandling.

### Sverige
I Sverige blev korporlig afstraffelse afskaffet så tidligt som i 1855, men fanger i svenske fængsler kunne straffes korporligt indtil 1938.

### Finland
I Finlands fængsler blev korporlig afstraffelse forbudt i 1944.

### Singapore
Singapores lovgivning indeholder regler, der giver mulighed for at straffe lovovertrædere med korporlig afstraffelse i form af slag med et spanskrør af rattan. For visse lovovertrædelser (eksempelvis hærværk) er domstolene forpligtede til at idømme straf i form af korporlig afstraffelse, hvorimod det for andre lovovertrædelser er en mulighed at straffe med korporlig afstraffelse, eventuelt i kombination med fængsels- eller bødestraf.
Ifølge oplysninger fra Human Rights Watch er brugen af korporlig afstraffelse kraftigt stigende. I de første ni måneder af 2009 blev der i Singapore uddelt 4.078 straffe med korporlig afstraffelse I tillæg hertil udøves også korporlig afstrafelse i Singapores fængsler og indenfor militæret.
Singapore benytter alene korporlig afstraffelse for mænd op til 50 år. Kvinder bliver således ikke udsat for korporlig afstraffelse sanktioneret af domstolene i Singapore.
Udover fysisk afstrafelse for straffelovesovertrædelser i Singapore er straf i form af prygl med spanksrør er udbredt i skolerne og i hjemmene. En undersøgelse fra 1999 viste, at ca. 2/3 af forældre i Singapore havde slået deres børn med et spanskrør.

### Sharia
En række muslimske lande har fortsat sharia-baseret lovgivning, der tillader korporlig afstraffelse af mænd og til tider også af kvinder. Koranen og suraen foreskriver en række korporlige straffe for bestemte typer af forseelser og forbrydelser. Eksempelvis foreskriver suraen 5.38-39, at "tyvagtige" mænd og kvinder skal have deres hænder hugget af, og at "utugtige" mænd og kvinder offentligt skal piskes med 100 piskeslag (sura 24.2-3). Utugtige kvinder kan efter andre skriftsteder henrettes ved stening.
Flere asiatiske og afrikanske lande (heriblandt Afghanistan, Iran, Somalia, Sudan, Nigeria, Saudiarabien) har statslige domstole og/eller shariadomstole, der jævnligt afsiger domme i overenstemmelse med sharias forskrifer om korporlig afstraffelse. Afhugning af lemmer synes dog at være meget sjældent forekommende, men offentlig piskning forekommer ofte. En række muslimske lande, der generelt fremstår som forholdsvis moderate, som eksempelvis Brunei og Indonesien (dog kun i Aceh-provinsen) har de seneste år indført korporlig afstraffelse efter sharia-lovgivningens forskrifter.

## Eksterne links
- Forbrydelse og straf, Temaartikel af Tyge Krogh på kulturarvsstyrelsen.dk Arkiveret 17. juni 2019 hos  Wayback Machine

| Kriminalitet | Spire Denne artikel om kriminalitet er en spire som bør udbygges. Du er velkommen til at hjælpe Wikipedia ved at udvide den. |